# Una gita scolastica
Una gita scolastica è un film del 1983, diretto da Pupi Avati.
Selezionato in concorso per la 40ª Mostra internazionale d'arte cinematografica di Venezia.

## Trama
Laura, ormai ottantaquattrenne, ritrova la foto di classe di terza liceo e rivive, in una sorta di dormiveglia che prelude alla sua morte, l'emozione di un momento speciale della gioventù, al termine dell'anno scolastico del 1914, alla vigilia della Prima guerra mondiale: la gita scolastica di tre giorni, concessa in premio alla sua classe, la terza G, la migliore del liceo. I trenta allievi, maschi e femmine, guidati dal professore di italiano e accompagnati dalla professoressa di disegno, attraverseranno a piedi l'Appennino da Bologna a Firenze passando per Sasso Marconi e Porretta Terme.
La ragazza, non brutta ma un po' scialba, è innamorata di Angelo, il più bello della classe (conteso da tutte le compagne), e tenterà invano di conquistarlo; si accontenterà, alla fine, di avere dal suo amato un'attenzione di facciata che la renderà felice per il resto della gita, grazie a un regalo (l'orologio da tasca ereditato dal padre).
Il timido e impacciato professor Balla è innamorato della collega Serena, che lo porterà a riscoprire i propri sentimenti e a meditare sulla sua dichiarata "paura delle donne". Serena è intenzionata a tradire in questa occasione, per ripicca, il marito adultero; ma dopo aver illuso Balla, avrà un'avventura con uno degli alunni. A gita conclusa, il professore, in forza del suo amore e nonostante la delusione subita, la difenderà dalle accuse delle autorità scolastiche e si allontanerà con lei; preludio, forse, a una vita insieme.

## Produzione
Il film è stato girato tra Bologna (Piazza San Domenico, tomba di Rolandino de Passeggeri) e luoghi emiliani quali Porretta Terme, le vecchie Terme di Porretta, il Castello Manservisi di Castelluccio e il Santuario della Madonna del Faggio fino al Lago Scaffaiolo.

## Colonna sonora
Sono presenti i brani A tu per tu e L'incanto, composti da Riz Ortolani e Jaja Fiastri e cantati da Rossana Casale.

## Riconoscimenti
- 1983 - Mostra internazionale d'arte cinematografica di Venezia
  - Premio Pasinetti - Migliore attore a Carlo Delle Piane
  - Candidatura al Leone d'oro a Pupi Avati
- 1984 - Nastro d'argento
  - Regista del miglior film a Pupi Avati
  - Migliore soggetto a Pupi Avati, Antonio Avati
  - Miglior attore protagonista a Carlo Delle Piane
  - Migliore attrice esordiente a Lidia Broccolino
  - Migliore colonna sonora a Riz Ortolani
  - Candidatura a Miglior attrice non protagonista a Tiziana Pini
- 1984 - Globo d'oro
  - Miglior attore rivelazione a Carlo Delle Piane

## Curiosità
- Prima apparizione dell'attore Nik Novecento, accreditato con il suo vero nome Leonardo Sottani, morto poi nel 1987.

Alcune comparse del film erano abitanti del paese di Castelluccio dove fu girata le scena nel Castello Manservisi.